# Gertrude Stein
Gertrude Stein (Pittsburgh, 3 de fevereiro de 1874 — Paris, 27 de julho de 1946) foi uma escritora e poetisa estadunidense.

## Biografia

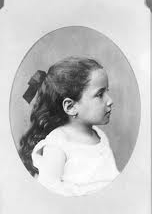
Gertrude aos 3 anos

Gertrude era a mais nova de cinco filhos de um casal judeu de classe média alta, Daniel e Amelia Stein. Seu pai era um empresário rico com propriedades imobiliárias. Inglês e alemão eram falados em casa.
Aos três anos de idade, ela e sua família mudaram-se para Viena, e depois Paris. Acompanhados por governantes e tutores, os Steins esforçaram-se para imbuir seus filhos com as sensibilidades cultas da história e da vida europeias. Após um ano de permanência no exterior, retornaram para os Estados Unidos em 1879, estabelecendo-se em Oakland, Califórnia, onde seu pai tornou-se diretor da linha de bondes de São Francisco, a Market Street Railway, em uma época em que o transporte público era uma iniciativa privada.
Tinha um apreciável círculo de amigos, como Pablo Picasso, Matisse, Georges Braque, Derain, Juan Gris, Apollinaire, Francis Picabia, Ezra Pound, Ernest Hemingway e James Joyce.
Mrs. Stein era realmente genial e escreveu "Autobiografia de Alice B. Toklas", livro fundamental da vanguarda dos anos 1910, 20 e 30. Com estilo muito próprio, a narrativa conta como jovens artistas e escritores vindos das mais diversas partes do mundo se encontram em Paris e detonam novos caminhos para a arte. Picasso vinha da Espanha, Joyce da Irlanda, ela própria vinha da América, Nijinski era russo, havia vários franceses, como Cocteau, Apollinaire, e Matisse. É bom lembrar que, apesar do nome, o livro foi escrito por Miss Stein, tendo como porta-voz Alice B. Toklas, sua companheira durante vinte e cinco anos. Compondo um interessante painel das três primeiras décadas deste século: 
"Gertrude Stein e o irmão visitavam frequentemente os Matisse que constantemente retribuíam as visitas. De vez em quando Madame Matisse convidava-os para almoçar, o que acontecia principalmente quando recebia alguma lebre de presente. Lebre estufada feita por Madame Matisse à moda de Perpignan era algo fora do comum. Tinha também vinho de primeira, um pouco pesado, mas excelente". 
Durante esse tempo, Miss Stein e sua companheira Alice viveram no número 27, rue de Fleurus. Este endereço se tornaria lendário e um importante ponto de encontro desses "gênios".
Gertrude Stein seria a primeira a pendurar em sua parede pinturas de Juan Gris, Matisse e Picasso. Mais tarde romperia com muitos deles, inclusive com Picasso, por quem manteve grande afeição. Antes porém, posaria noventa e três vezes para que o artista malaguenho desse por finalizado o seu retrato: "Mas em nada se parece comigo, Pablo", disse ela. "Mas certamente vai parecer, Gertrude, certamente...", respondeu o pintor. O rompimento dos dois se daria apenas em 1927, por ocasião da morte de Juan Gris. Gertrude acusou Picasso de não ter estimado Gris o bastante, ele retrucou e os dois tiveram um belo e histórico bate-boca.
Miss Stein adorava fazer provocações. A palavra génio exercia mesmo uma influência considerável em sua vida. Afinal, era uma escritora de estilo bastante peculiar e engenhoso, a inventora da escrita automática. Assim os intelectuais de seu tempo perguntavam se ela era mesmo gênio ou não passava de uma impostora. Ela dava o troco: 
"Ser gênio exige um tempo medonho, indo de um lugar a outro sem nada fazer", ou então: "um gênio é um gênio, mesmo quando nada faz".
Com a Primeira Guerra Mundial, Miss Stein e Alice viveram sua aventura alistando-se no F.A.F.F, um Fundo de proteção aos americanos que então viviam na Europa, dando folga a seus embates artísticos e literários, a aventura é narrada na Autobiografia. Após a guerra, a vida voltou ao normal, mas tudo já estava transformado para sempre, inclusive e principalmente Paris. Não tanto a fachada e a arquitetura da cidade, mas as pessoas e o ritmo da vida.
Encontra-se enterrada no Cemitério Père Lachaise, em Paris, ao lado de Alice B. Toklas.

## A estética
Segundo a própria autora, suas principais referências são Cézanne e Flaubert, sendo, no entanto, seus textos cheios de repetições intencionais, como em uma espécie de "gagueira mental", geradores de um sem sentido muito próximo dos trabalhos dadaístas. É possível extrair algum sentido de seus poemas, de acordo com uma gestalt, porém, parecem eles muito mais a experimentos sonoros. O efeito, às vezes, é próximo do efeito da leitura de um poema surrealista, embora a técnica de composição seja completamente diferente, lembrando, por vezes, a poesia mais conhecida de E. E. Cummings. Seus poemas são, muitas vezes extensos, embora nunca cedam à lógica, explorando, além das repetições de vocábulos, o uso de palavras monossilábicas, assemelhando-se a poemas em prosa.

## Cinema
É um dos personagens históricos retratado no filme Meia-noite em Paris de Woody Allen.

## Obras publicadas
- Three Lives (The Grafton Press, 1909)
- White Wines, (1913)
- Tender buttons: objects, food, rooms (1914)
- An Exercise in Analysis (1917)
- A Circular Play (1920)
- Stein, Gertrude (1999) [1922], Geography and Plays, ISBN 0-486-408744, Mineola, New York: Dover.
- The Making of Americans: Being a History of a Family's Progress (escrito a 1906–8, publicado em 1925)
- Four Saints in Three Acts (libretto, 1929: música de Virgil Thomson, 1934)
- Useful Knowledge (1929)
- Lucy Church Amiably (1930) Primeira edição publicada por Imprimerie Union em Paris. A primeira edição norte-americana foi publicada em 1969 por Something Press
- How to Write (1931)
- They must Be Wedded To Their Wife|They must. Be Wedded. To Their Wife (1931)
- Stein, Gertrude (1998) [1932], Operas and Plays, ISBN 1-886449-16-3, Barrytown, New York: Station Hill Arts.
- Matisse Picasso and Gertrude Stein with Two Shorter Stories (1933)
- The Autobiography of Alice B. Toklas (1933)
- Stein, Gertrude (1934), Portraits and Prayers, ISBN 978-1-135-76198-1, New York: Random House.
- Lectures in America (1935)
- The Geographical History of America or the Relation of Human Nature to the Human Mind (1936)
- Everybody's Autobiography (1937)
- Picasso  (1938)
- Doctor Faustus Lights the Lights (1938)
- The World is Round, illus. Clement Hurd (W. R. Scott, 1939)
- Paris France  (1940)
- Ida: A Novel (1941)
- Three Sisters Who Are Not Sisters (1943)
- Wars I Have Seen (1945a)
- Stein, Gertrude, À la recherche d'un jeune peintre [Looking for a young painter], USA: Yale University
- ———————— (1945b),  Fouchet, Max-Pol, ed., «À la recherche d'un jeune peintre», Paris, Revue Fontaine (42): 287–8.
- ———————— (1946a), Reflections on the Atom Bomb, University of Pennsylvania.
- Brewsie and Willie (1946)
- The Mother of Us All (libretto, 1946c: música de Virgil Thompson 1947)
- Stein, Gertrude (1946d), Gertrude Stein on Picasso, ISBN 978-0-87140-513-5, London: BT Batsford.
- ———————— (1995) [1949],  van Vechten, Carl, ed., Last Operas and Plays, ISBN 0-8018-4985-3, Baltimore and London: The Johns Hopkins University Press.
- The Things as They Are (escrita como Q.E.D. em 1903, publicado em 1950)
- Patriarchal Poetry (1953)
- Alphabets and Birthdays (1957)
- Stein, Gertrude (1970),  Burns, Edward, ed., Gertrude Stein on Picasso, ISBN 0-87140-513-X, New York: Liveright Publishing.
- Stein, Gertrude; van Vechten, Carl (1986),  Burns, Edward, ed., The Letters of Gertrude Stein and Carl Van Vechten, 1913–1946, ISBN 978-0-231-06308-1, New York: Columbia University Press.
- Stein, Gertrude; Wilder, Thornton (1996),  Burns, Edward; Dydo, Ulla, eds., The Letters of Gertrude Stein and Thornton Wilder, ISBN 978-0-300-06774-3, Yale University Press.
- Stein, Gertrude (1998a),  Chessman, Harriet; Catharine R, eds., Writings 1903–1932, ISBN 978-1-883011-40-6, Library of America.
- ———————— (1998b),  Chessman, Harriet; Catharine R, eds., Writings 1932–1946, ISBN 978-1-883011-41-3, Library of America.
- Toklas, Alice (1973),  Burns, Edward, ed., Staying on Alone: Letters, ISBN 0-87140-569-5, New York: Liveright.
- Grahn, Judy, ed. (1989), Really Reading Gertrude Stein: A Selected Anthology with Essays by Judy Grahn, ISBN 0-89594-380-8, Crossing Press
- Vechten, Carl Van, ed. (1990). Selected Writings of Gertrude Stein. ISBN 0-679-72464-8